# 拉海納大榕樹
拉海納大榕樹（英語：Banyan tree in Lahaina）位於美國夏威夷州茂宜島，於1873年4月24日種植於拉海納，以紀念第一個美國基督教新教傳教團抵達50週年。拉海納大榕樹不僅是夏威夷州最大的榕樹，也是美國最大的榕樹。這棵樹是印度傳教士的禮物。它種植時只有8英尺（2.4公尺），後來長到約60英尺（18公尺）高。樹冠覆蓋約0.66英畝的面積。
拉海納大榕樹在2023年夏威夷山火後大部分樹葉被燒焦，但仍然倖存。至少有一些綠葉似乎還存活，樹根、樹幹和樹枝基本上沒有受損。